# Chesley Bonestell
Chesley Knight Bonestell, Jr (* 1. Januar 1888 in San Francisco, Kalifornien; † 11. Juni 1986 in Carmel, Kalifornien) war ein US-amerikanischer Maler, Designer und Illustrator. Seine Bilder haben das amerikanische Weltraumprogramm inspiriert und haben (fortwährenden) Einfluss auf Science-Fiction-Kunst und Illustration. Als Pionier der astronomischen Kunst wurde Bonestell zusammen mit dem französischen Astronomen-Künstler Lucien Rudaux als „Vater der modernen Space Art“ bezeichnet.

## Biografie

### Frühe Jahre
Bonestell wurde in San Francisco, Kalifornien, geboren. Sein erstes astronomisches Gemälde entstand 1905. Nachdem er Saturn durch das Teleskop am Lick Observatory in San José, Kalifornien, gesehen hatte eilte er nach Hause, um zu malen, was er gesehen hatte. Das Gemälde wurde in dem Feuer zerstört, das dem Erdbeben von San Francisco 1906 folgte. Zwischen 1915 und 1918 stellte er Lithografien in der 4. und 7. Jahresausstellung der California Society of Etchers (heute California Society of Printmakers) in San Francisco aus.
Bonestell studierte Architektur an der Columbia University in New York City. In seinem dritten Jahr brach er ab und arbeitete als Renderer und Designer für einige der führenden Architekturbüros der damaligen Zeit, darunter das Unternehmen Willis Polk, „The Man Who Rebuilt San Francisco“ („Der Mann, der San Franzisco wieder aufbaute“).

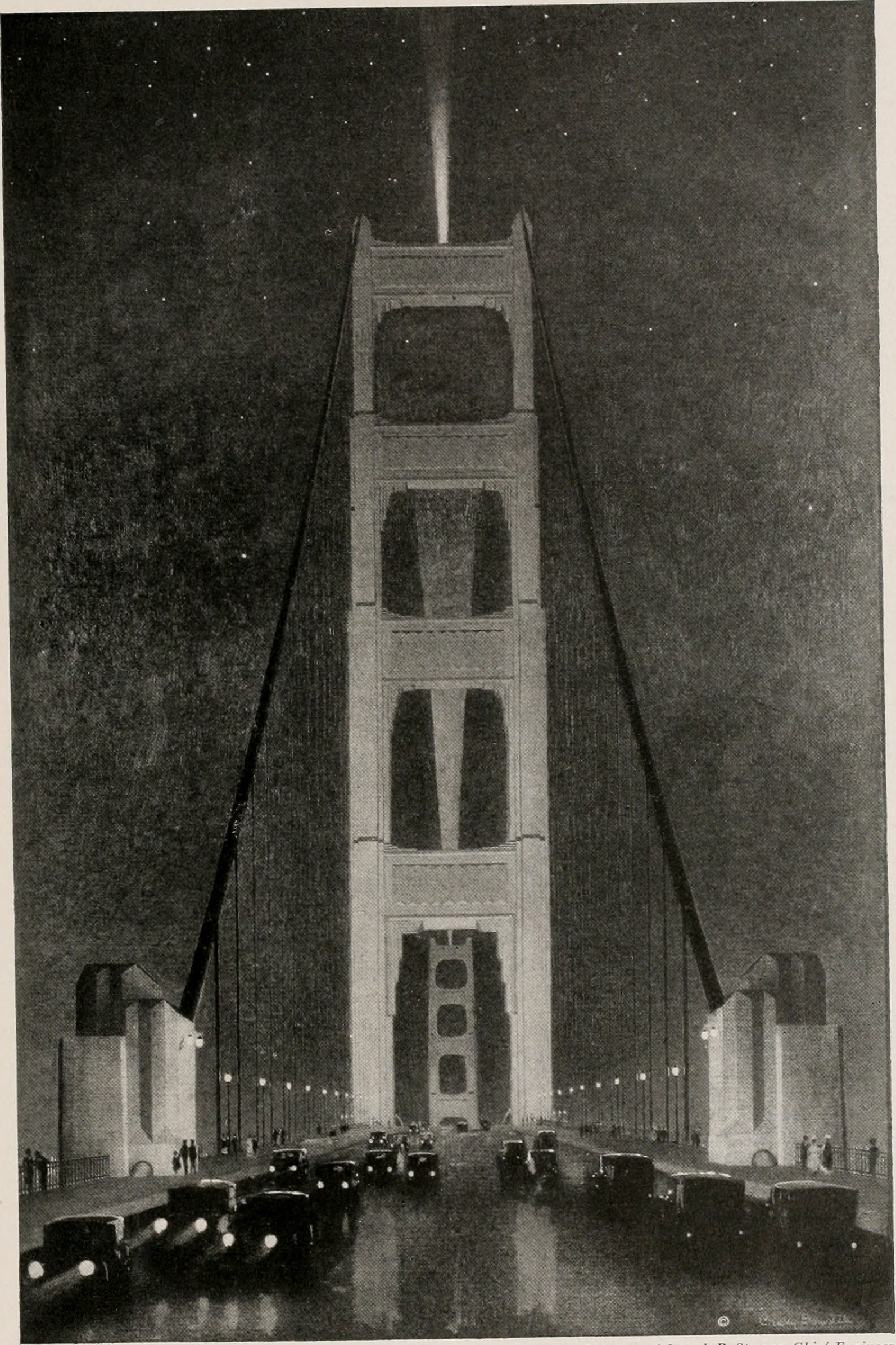
Zeichnung der Golden Gate Bridge von Chesley Bonestell

Bonestell zog 1920 nach England, wo er Architekturthemen für die Illustrated London News schrieb. Er kehrte 1926 nach New York zurück. Bonestell, William van Alen und Warren Straton entwarfen die Art-déco-Fassade des Chrysler-Buildings sowie seine markanten Adlerfiguren. Im selben Zeitraum entwarf er das Plymouth Rock Memorial, das United States Supreme Court Building, das Helmsley Building, Büro- und Wohngebäude in Manhattan und mehrere staatliche Gebäude der amerikanischen Bundeshauptstädte.
Als er an die Westküste zurückkehrte, erstellte er Illustrationen der Pläne des Chefingenieurs für die Golden Gate Bridge im Sinne der Geldgeber. In den späten dreißiger Jahren zog er nach Hollywood, wo er als Spezialeffektkünstler (ohne im Nachspann genannt zu werden) arbeitete und Gemälde für Filme schuf, darunter Der Glöckner von Notre Dame (1939), Citizen Kane (1941) und Der Glanz des Hauses Amberson (1942).

### Arbeit für Magazine

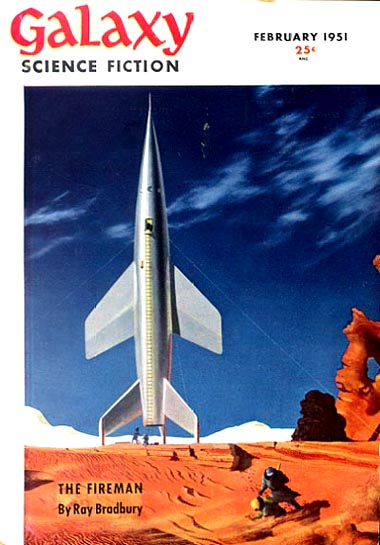
Bonestells erstes Cover für Galaxy Science Fiction (Feb 1951), The Tying Down of a Spaceship on Mars in Desert Sandstorm

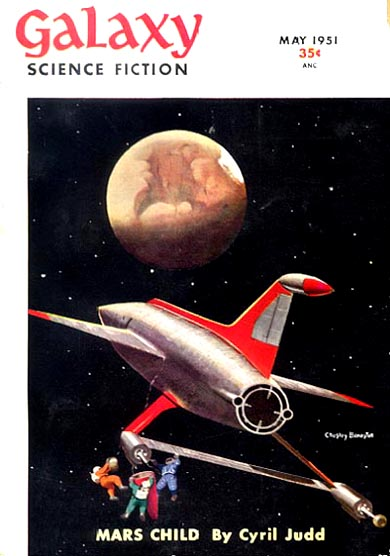
Cover für die Mai Ausgabe 1951

Dann erkannte Bonestell, dass er das, was er über Kamerawinkel, Miniaturmodellierung und Maltechniken gelernt hatte, mit seinem lebenslangen Interesse an Astronomie kombinieren konnte. Das Ergebnis war eine Reihe von Gemälden des Saturns aus der Sicht von mehreren seiner natürlichen Satelliten, die in Life 1944 veröffentlicht wurden. Damals war nichts dergleichen je zuvor gesehen worden: sie sahen aus, als wären Fotografen in den Weltraum geschickt worden. Sein Gemälde Saturn as Seen from Titan ist vielleicht die berühmteste astronomische Landschaft aller Zeiten und trägt den Spitznamen "…das Gemälde, das tausend Karrieren einleitete". Es wurde mit einer Kombination aus Tonmodellen, fotografischen Tricks und verschiedenen Maltechniken konstruiert. (Titan hat eine dichte Gashülle; eine solche Ansicht ist in der Realität wahrscheinlich nicht möglich.)
In der Folge veröffentlichte Bonestell mehr Gemälde dieser Art in vielen führenden nationalen Magazinen. Diese und andere wurden schließlich im Bestseller The Conquest of Space (1949) gesammelt, das in Zusammenarbeit mit dem Autor Willy Ley produziert wurde. Bonestells letzte Arbeit in Hollywood trug Spezialeffektkunst und technische Beratung zu den bahnbrechenden Science-Fiction-Filmen bei, die von George Pal produziert wurden, einschließlich Endstation Mond, Der jüngste Tag, Kampf der Welten, Die Eroberung des Weltalls sowie Cat-Women of the Moon. Beginnend mit der Oktober 1947-Ausgabe von Astounding Science Fiction malte Bonestell in den 1950er bis 1970er Jahren mehr als 60 Titelillustrationen für Science-Fiction-Magazine, hauptsächlich The Magazine of Fantasy & Science Fiction. Er illustrierte auch viele Buchcover.
Als Wernher von Braun ein Raumfahrtsymposium für Collier’s Weekly organisierte, lud er Bonestell ein, seine Konzepte für die Zukunft der Raumfahrt zu veranschaulichen. Zum ersten Mal wurde gezeigt, dass die Raumfahrt eine Frage der nahen Zukunft ist. Von Braun und Bonestell zeigten, dass dies mit der damals Mitte der 1950er Jahre existierenden Technologie erreicht werden konnte und dass es nur Frage von Geld und Willen sei. Zu Beginn des Kalten Krieges und kurz vor dem ernüchternden Schock des Starts von Sputnik war die Collier’s-Serie „Man Will Conquer Space Soon!“ von 1952 bis 1954 maßgeblich am Start des amerikanischen Weltraumprogramms beteiligt.

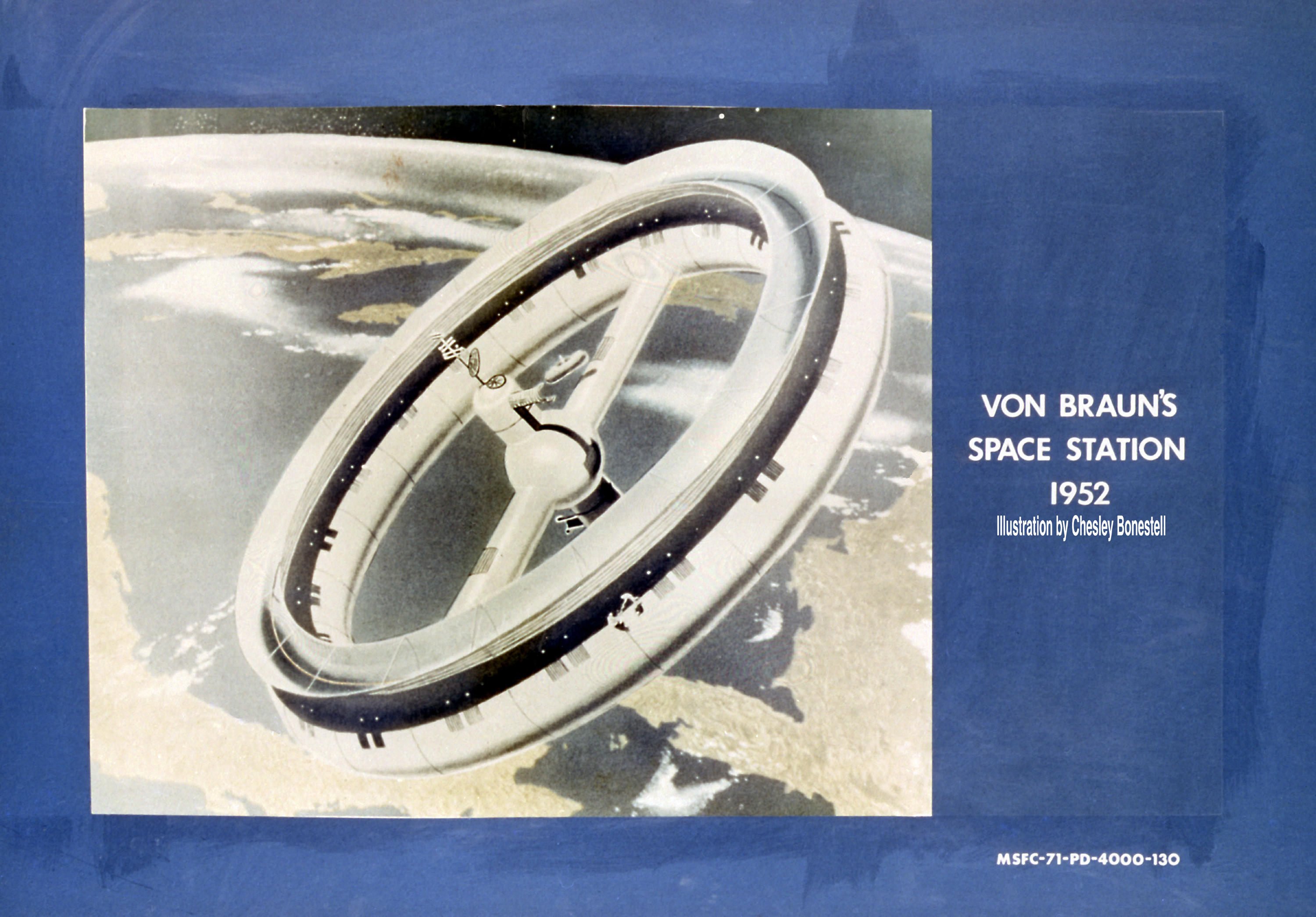
Von Brauns Konzept, Illustration von Bonestell

Im Jahr 1986 starb Bonestell in Carmel, Kalifornien, mit einem unvollendeten Gemälde auf seiner Staffelei.

## Ehrungen

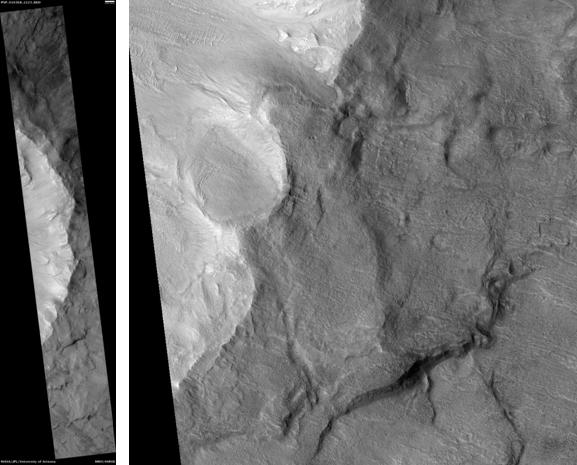
Bonestell Crater, von der HiRISE. Maßstabsskala sind 1000 Meter

Zu Lebzeiten wurde Bonestell international für seine Verdienste um die Geburt der modernen Astronautik geehrt, von einer Bronzemedaille, die von der British Interplanetary Society verliehen wurde, bis zu einem Platz in der International Space Hall of Fame, bis hin zu einem Asteroiden, der nach ihm benannt wurde. The Conquest of Space gewann 1951 den International Fantasy Award für Sachbücher, einen der ersten beiden Fantasy- oder Science-Fiction-Preise auf der Eastercon im Vereinigten Königreich. 2005 nahm die Science Fiction Hall of Fame Bonestell als ersten Künstler auf, der kein Schriftsteller war. 2004 erhielt er postum den Retro Hugo Award als bester Künstler.
Seine Gemälde werden von Sammlern und Institutionen wie dem National Air and Space Museum und der National Collection of Fine Arts geschätzt. Wernher von Braun schrieb, "I’ve learned to respect, nay fear, this wonderful artist’s obsession with perfection. My file cabinet is filled with sketches of rocket ships I had prepared to help in his artwork—only to have them returned to me with…blistering criticism."
Der Marskrater Bonestell und der Asteroid (3129) Bonestell sind nach Bonestell benannt.
Im Jahr 1997 wurde er von der Society of Illustrators in die „Hall of Fame“ aufgenommen.
2016 erschien das erste Album von Sun Ras Gesängen mit dem Titel The Space Age Is Here To Stay, mit autorisierten Illustrationen Bonestells.

## Illustrationen (Auswahl)
- The Conquest of Space, 1949
- Across the Space Frontier, 1952
- Man on the Moon, 1953
- The End of the World, 1953
- The World We Live In, 1955
- The Exploration of Mars, 1956
- Man and the Moon, 1961
- Rocket to the Moon, 1961
- The Solar System, 1961
- Beyond the Solar System, 1964
- Mars, 1964
- Beyond Jupiter, 1972
- The Golden Era of the Missions, 1974
- The Art of Chesley Bonestell, 2001

## Mitarbeit an Filmproduktionen (Auswahl)
- Der Glöckner von Notre Dame, 1939
- S.O.S. Feuer an Bord, 1939
- Die Insel der Verlorenen, 1940
- Citizen Kane, 1941
- Der Glanz des Hauses Amberson, 1942
- Endstation Mond, 1950
- Der jüngste Tag, 1951
- Kampf der Welten, 1953
- Cat-Women of the Moon, 1953
- Die Eroberung des Weltalls, 1955
- Men into Space, TV-Serie, 1959–60

## Dokumentationen
Bonestell erschien in der Dokumentation The Fantasy Film Worlds of George Pal (1985) (Produktion und Regie Arnold Leibovit). Eine Dokumentation über sein Leben, Chesley Bonestell: A Brush with the Future (Feature Length Documentary), wurde 2018 produziert.

## Einfluss auf die Popkultur
- Arthur C. Clarke verwies in seiner Geschichte Jupiter Five (dt.: Jupiter Fünf) von 1953 auf Bonestells astronomische Illustrationen, die 1944 im Life Magazine erschienen sind. Auch in der Kurzgeschichte Saturn Rising (dt.: Saturn im Morgenlicht) von 1961 spielen seine Bilder eine Rolle.
- Robert A. Heinlein erwähnte Bonestell erstmals 1958 in seinem Jugendroman Die Invasion der Wurmgesichter, später 1961 in seinem Roman Fremder in einer fremden Welt mit den Worten

“… zoom in on Mars, using stock or bonestelled shots, unbroken sequence, then dissolving to miniature matched set of actual landing place of Envoy”

„Vergrößern Sie den Mars mit Original- oder Bonestell-Illustrationen, ohne Unterbrechung um den tatsächlichen Landeplatz von "Envoy" im Miniaturformat zu bestimmen.“

- In der Folge Willkommen im Leben nach dem Tode von Raumschiff Enterprise – Das nächste Jahrhundert ist der junge Captain Picard in der Bonestell Recreation Facility, einem nach dem Künstler benannten Weltraumbahnhof beteiligt. Dieser Vorfall wird erstmals in Folge 17 der zweiten Staffel Das Herz eines Captains erwähnt.